# NGC 6370
NGC 6370 је елиптична галаксија у сазвежђу Змај која се налази на NGC листи објеката дубоког неба.
Деклинација објекта је + 56° 58' 30" а ректасцензија 17h 23m 25,1s. Привидна величина (магнитуда) објекта NGC 6370 износи 12,9 а фотографска магнитуда 13,9. NGC 6370 је још познат и под ознакама UGC 10836, MCG 10-25-20, CGCG 300-21, near SAO 30366, PGC 60192.